# Ernest Urtasun
Ernest Urtasun (ur. 27 stycznia 1982 w Barcelonie) – hiszpański i kataloński polityk, deputowany do Parlamentu Europejskiego VIII i IX kadencji, od 2023 minister kultury.

## Życiorys
Absolwent ekonomii na Uniwersytecie Autonomicznym w Barcelonie. Odbył studia podyplomowe z zakresu stosunków międzynarodowych na Uniwersytecie Barcelońskim. Został członkiem związku zawodowego Komisje Robotnicze. W latach 2004–2008 był asystentem europosła Raüla Romevy. Później podjął pracę w dyplomacji. W 2011 objął obowiązki doradcy sekretarza generalnego Unii na rzecz Regionu Morza Śródziemnego.
W wieku kilkunastu lat zaangażował się w działalność Inicjatywy dla Katalonii – Zielonych. We władzach partii odpowiadał za stosunki międzynarodowe. Kandydował z jej ramienia w 2009 do Parlamentu Europejskiego. W 2013 został głównym kandydatem tego ugrupowania w wyborach europejskich w 2014 (na liście skupionej wokół Zjednoczonej Lewicy), uzyskując mandat eurodeputowanego VIII kadencji. W 2016 został rzecznikiem swojej partii i członkiem jej ścisłego trzyosobowego kierownictwa. Objął później funkcję koordynatora do spraw międzynarodowych w katalońskiej formacji CatComú.
W 2019 ponownie wybrany do PE, kandydował z ramienia lewicowej koalicji Unidas Podemos Cambiar Europa. Brał następnie udział w powołaniu m.in. na bazie ICV katalońskiej partii ekosocjalistycznej Esquerra Verda. W 2023 został rzecznikiem platformy politycznej Sumar. W listopadzie tego samego roku objął urząd ministra kultury w trzecim rządzie Pedra Sáncheza.